# NATO Assault Course
NATO Assault Course è un videogioco pubblicato nel 1988 per Commodore 64 e ZX Spectrum dalla società britannica CRL Group. Rappresenta un percorso di addestramento militare, simile alla prima parte dell'arcade Combat School uscito l'anno precedente.

## Modalità di gioco
Il percorso consiste nel correre e scavalcare muri di mattoni e bidoni, colpire con la pistola sagome a scomparsa, attraversare altri ostacoli particolari come acqua, corde sospese, strette gallerie, filo spinato, il tutto nel minor tempo possibile.
C'è un unico percorso predefinito da affrontare, per un giocatore o per due giocatori in competizione simultanea. In giocatore singolo si può competere contro il proprio record precedentemente salvato o contro un avversario a scelta tra quattro possibili personaggi controllati dal computer con abilità diverse. In ogni caso, la schermata di gioco è suddivisa orizzontalmente in due aree con visuale laterale a scorrimento orizzontale, dedicate ai due soldati in addestramento, che hanno sempre le stesse fattezze.
Il controllo è basato principalmente sullo smanettamento, nello stile di classici sportivi come Decathlon; il soldato avanza sempre verso destra e in proporzione alla velocità di oscillazione dei controlli, a seconda della situazione, si ottiene velocità nel camminare, correre, arrampicarsi, strisciare. Gli altri comandi che può dare il giocatore sono saltare, gettarsi a terra e risollevarsi, sparare verso destra o verso sinistra.
Dalle cadute lievi il soldato si può rialzare subito, ma in caso di errore negli ostacoli più pericolosi, ad esempio cadere nel fuoco, la sua metà schermo si oscura per qualche secondo e poi il percorso riparte da poco più indietro.
Nel complesso si tratta di un lungo percorso che richiede un estenuante scuotimento del joystick, senza un'indicazione di quanto manca al traguardo.
In versione Commodore gli effetti sonori sono assenti, mentre l'accompagnamento musicale è la Colonel Bogey March.
Il programma include un editor di livelli per creare e salvare i propri percorsi combinando 70 possibili elementi.

## Accoglienza
La versione Commodore 64 ricevette molte pessime recensioni dalla stampa dell'epoca (fa eccezione il giudizio positivo della rivista danese COMputer), mentre quella per Spectrum passò praticamente inosservata.